# Ryszard Staniek
Ryszard Karol Staniek (ur. 13 marca 1971 w Zebrzydowicach) – piłkarz pochodzący i mieszkający w Chybiu, grający na pozycji pomocnika, reprezentant Polski, srebrny medalista olimpijski.

## Kariera piłkarska i trenerska
Swoją karierę rozpoczynał występując w trampkarzach Cukrownika Chybie i juniorach Odry Wodzisław. Świetnie zapowiadającego się piłkarza wypatrzyli trenerzy pierwszoligowej wówczas Odry Wodzisław Śląski do której trafił wraz z bratem Mirosławem. Znakomite trzyletnie występy w klubie z Wodzisławia Śląskiego otworzyły drzwi do wielkiej piłkarskiej kariery. Staniek przeszedł do występującego w Ekstraklasie Górniku Zabrze skąd trafił do CA Osasuna. Po powrocie z Hiszpanii nadal występował w Ekstraklasie w Legii Warszawa i Odrze Wodzisław. W Odrze Wodzisław Śląski rozegrał swój 200 mecz w polskiej ekstraklasie (spotkanie Wisła-Odra).Jest zdobywcą Pucharu Polski (1997) i Superpucharu Polski (1997) z Legią Warszawa. W polskiej Ekstraklasie rozegrał 208 spotkań i zdobył 31 bramek (16 w Górniku Zabrze, 11 w Legii Warszawa i 4 w Odrze Wodzisław Śląski).
Następnie grał w zespołach z niższych lig Odrze Opole, Piaście Gliwice, GKS Jastrzębie i Orle Zabłocie. Przed sezonem 2005/2006 przeniósł się do Beskidu Skoczów. Zakończył karierę zawodniczą w wieku 35 lat w Beskidzie Skoczów i pełnił tam obowiązki działacza, a także trenera grup młodzieżowych. Szkolił piłkarzy A-klasowego Orła Zabłocie. Następnie był trenerem seniorów RKS Cukrownik Chybie.

## Reprezentacja
Z młodzieżową reprezentacją Polski zdobył wicemistrzostwo olimpijskie w Barcelonie w 1992. Staniek na Igrzyskach strzelił dwie bramki dla Polski - w wygranym meczu grupowym z Włochami oraz w przegranym spotkaniu finałowym z Hiszpanią na Camp Nou.
W latach 1992–1996 rozegrał 12 spotkań w seniorskiej reprezentacji Polski.

## Życie prywatne
W Odrze Wodzisław występował razem ze swym bratem, Mirosławem. Ma, żonę Julitę oraz troje dzieci: Nikolettę, Bartosza i Wiktorię.
W 2023 r. przeszedł udar mózgu, przez który stał się osobą niepełnosprawną.